# Cerastium macrocalyx
Cerastium macrocalyx là loài thực vật có hoa thuộc họ Cẩm chướng. Loài này được Buschm. mô tả khoa học đầu tiên năm 1938.